# 小苞瓦松
小苞瓦松（学名：Orostachys thyrsiflorus）为景天科瓦松属的植物。分布于蒙古、俄罗斯以及中国大陆的甘肃、西藏、新疆等地，生长于海拔1,000米至2,100米的地区，多生在山坡干草原或山地阳坡上，目前尚未由人工引种栽培。

## 别名
刺叶瓦松（江苏南部种子植物手册）